# Brjanszki Front
A Brjanszki Front a szovjet Vörös Hadsereg egyik hadseregcsoportja volt a második világháborúban.
A front parancsnokának Andrej Ivanovics Jerjomenko altábornagyot nevezték ki, amikor megalakult, 1941 augusztusának második felében. Erickson leírása szerint a következő egységekből állt: "papíron két hadseregből, az 50.-ből és a 13.-ból, mindegyikben nyolc lövészhadosztállyal három lovashadosztállyal és egy tankhadosztállyal, de ezek közül az egységek közül sok ekkorra már jelentős veszteségeket szenvedett." Két másik hadsereget a Központi Fronttól szintén a Brjanszki Frontnak ígértek, a 21. és a 3., amelyek elkerülték a bekerítést a szmolenszki csatában, de ezek is leharcoltak voltak.
Augusztus végén a Nyugati Fronttal és a Tartalékfronttal együtt a Brjanszki Front nagy, de sikertelen ellentámadást indított Szmolenszk, Jelnya és Roszlavl térségében, hogy megállítsák a német Közép Hadseregcsoport előrenyomulását Moszkva irányába. A Tartalékfront némi sikert ért el a jelnyai offenzívában, a Brjanszki Front erőfeszítése azonban kudarcba fulladt. 
A jelentősen meggyengült frontot ezután bekerítették a moszkvai csata előharcaiban. Kelet felé igyekeztek kitörni. Zsukov beszámolója szerint október 23-án "hősies erőfeszítéssel sikerült kitörniük a gyűrűből."  November 10-én a Brjanszki Frontot feloszlatták.
1941 végén újraalakították, Jakov Tyimofejevics Cserevicsenko parancsnoksága alatt, és mintegy hat hónapig létezett, majd 1942 július 7-én a Voronyezsi Front nevet kapta. Az 1942 június végén indult német offenzíva, a Blau hadművelet idején a Front a következő egységekből állt: 3., 13., 40. és 48. hadsereg, 5. gárdatankhadsereg, és a 2. légihadsereg. 1943 március 11-12-én megint feloszlatták és a főhadiszállása a Kurszki Front főhadiszállása lett, és az volt a terv, hogy az új tartalékfront alapja lesz.
Később ismét újraalakították. A kurszki csata idejében a 11., a 3., a 61. és a 36. hadsereg, és a 4. tankhadsereg tartozott hozzá.  Markian Mihajlovics Popov vezérezredes vezette a névadó város, Kurszk felszabadítására 1943 augusztusában és szeptemberében. 1943 márciusában Oreli Frontnak nevezték át, majd erőinek javát az 1. Belorusz Frontba (a korábbi Középső Front) olvasztották be. A törzséből alapították a Balti Frontot, amiből aztán a 2. Balti Front alakult.

## Fordítás
Ez a szócikk részben vagy egészben  a   Bryansk Front című angol Wikipédia-szócikk ezen változatának fordításán alapul.  Az eredeti cikk szerkesztőit annak laptörténete sorolja fel. Ez a jelzés csupán a megfogalmazás eredetét és a szerzői jogokat jelzi, nem szolgál a cikkben szereplő információk forrásmegjelöléseként.